# Dīmītrīs Kaklamanakīs
Dīmītrīs Kaklamanakīs (in greco Δημήτρης Κακλαμανακης?; Atene, 1º settembre 1994) è un cestista greco.

## Palmarès
- Coppa di Grecia: 1

AEK Atene: 2019-20